# Žan Kranjec
Žan Kranjec, född 15 november 1992, är en slovensk alpin skidåkare som debuterade i världscupen den 5 mars 2011 i Kranjska Gora i Slovenien. Hans första pallplats i världscupen kom när han slutade trea i tävlingen i storslalom den 17 december 2017 i Alta Badia i Italien.
Kranjec deltog vid olympiska vinterspelen 2014 och 2018. Vid olympiska vinterspelen 2022 i Peking tog han silver i storslalom.